# Heli Rolando de Tella y Cantos
Heli Rolando de Tella y Cantos (Gomeán, 14 de septiembre de 1888-Aday, 9 de octubre de 1967) fue un militar español que participó en la guerra del Rif y la guerra civil española.

## Biografía

### Carrera militar
Nacido en Gomeán (provincia de Lugo) en el seno de una familia de campesinos adinerados, más tarde ingresaría en la Academia de Infantería de Toledo. Después de licenciarse, es destinado en el Protectorado Español de Marruecos, participando en la guerra del Rif y consiguiendo varias condecoraciones: Medalla Militar Individual (1923) y Cruz Laureada de San Fernando (1925). El ya teniente coronel pertenecía al grupo de los militares africanistas, al igual que otros militares como Franco, Asensio Cabanillas y Yagüe.
Desde la instauración de la Segunda República Española en 1931 mostró una gran hostilidad hacia el nuevo régimen, teniendo que huir del Protectorado marroquí para evitar sanciones tras desafiar públicamente al gobierno. Fue uno de los pocos oficiales que participó en La Sanjurjada, el fallido golpe de Estado ocurrido el 10 de agosto bajo liderazgo del general Sanjurjo. Por su participación el gobierno le deportó a Villa Cisneros, en el Sahara español, pero la amnistía gubernamental de 1934 le dejó nuevamente en libertad.

### Guerra civil española y franquismo
Con el golpe de Estado de julio de 1936 y el inicio de la guerra civil española se unió a los sublevados, y junto a los efectivos del Ejército de África se trasladó a la península. Participó en la Campaña de Extremadura, liderando una de las columnas que avanzan desde Sevilla hacia Madrid y que estaba bajo el liderazgo del coronel Juan Yagüe. Su agrupación fue la que tomó Mérida el 10 de agosto de 1936, y con ello logrando enlazar la zona sublevada que hasta entonces había estado dividida. Al día siguiente las milicias republicanas, reforzadas por guardias civiles y guardias de asalto venidos de Madrid, contraatacaron e intentaron recuperar Mérida, pero Tella resistió el asalto y logró poner en fuga a los atacantes. Tras el parón de la batalla de Badajoz, el 20 de agosto se retomó el avance hacia la capital y en solo tres días las tropas de Tella habían alcanzado Navalmoral de la Mata, lo que suponía haber alcanzado el valle del río Tajo.
Más tarde participó en la batalla de Madrid, liderando los avances en el Frente de Usera y las posteriores luchas en la Ciudad Universitaria. Durante estos combates resultó herido, quedando convaleciente durante los siguientes meses. El 17 de abril de 1938 fue ascendido a general de brigada. Tras esto participó en las campañas del Ebro y Cataluña. 
Tras el final de la contienda, siguió en el Ejército y el 12 de julio de 1940 fue nombrado comandante de la 81.ª División. En 1941 fue nombrado gobernador militar de Burgos, aunque duró poco en el cargo puesto que fue cesado el 23 de enero de 1942. El 23 de noviembre de 1941 fue nombrado caballero gran cruz de la Orden de San Hermenegildo, que se unía así a sus otras condecoraciones. Posteriormente fue nombrado gobernador militar de Lugo.
En 1943 fue privado de todos sus honores militares debido a irregularidades administrativas. Las razones se debieron al uso que Tella hizo de vehículos y personal militar tanto en su fábrica de harinas como en la reconstrucción de su pazo mientras era gobernador militar en Lugo. El historiador Paul Preston apunta que las verdaderas razones de su expulsión no obedecieron a las acusaciones de corrupción, sino más bien a sus actividades promonárquicas y partidario de la restauración en favor del pretendiente Juan de Borbón y Battenberg. En este sentido, Preston cita el hecho de que su nombre apareció en una lista confeccionada por espías nazis y en la que aparecían militares o personalidades que pudieran ser útiles para un complot contra Franco y su sustitución por Juan de Borbón. Por ello, fue finalmente separado del Ejército de Tierra por un Tribunal de Honor. Estas vicisitudes hicieron mella en él y causaron que con el paso de los años perdiera el juicio.